# Льюис, Гвинет
Гвинет Льюис (англ. Gwyneth Lewis; род. 1959, Кардифф) — валлийская поэтесса, писательница пишет на валлийском и английском языках, крупнейший валлийский поэт своего поколения.

## Биография
Родилась и выросла в семье, говорившей по-валлийски. Закончила двуязычную школу, Гиртонский колледж в Кембридже, затем училась в Колумбийском университете и в Гарварде. Защитила докторскую диссертацию в Оксфорде о подделках и имитациях в творчестве Иоло Моргануга. Три года работала свободным журналистом в Нью-Йорке, затем вернулась в Кардифф, до 2001 работала в уэльском отделении BBC.

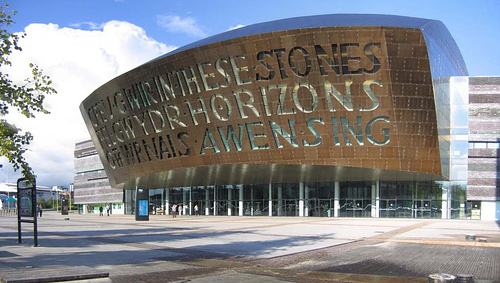
Стихи Гвинет Льюис на фронтоне Уэльского Миллениум-центра в Кардиффе

Кроме стихов, написала несколько оперных либретто и текстов для ораторий.
Выйдя замуж за моряка торгового флота, годы боролась с клинической депрессией и алкоголизмом — мужниными и своими. Приняв решение покончить с прежней жизнью, супруги приобрели небольшую яхту, научились ею управлять и вдвоем пересекли на ней Атлантический океан от Кардиффа до Северной Африки. Впечатления этого путешествия легли в основу книги Льюис Двое в лодке: Подлинная история ритуала перехода, проделанного одной семьёй из двух человек (2005).

## Произведения
- Llwybrau bywyd (1977)
- Ar y groesffordd (1978)
- Sonedau Redsa a Cherddi Eraill (1990)
- Parables and Faxes (1995, на англ. яз.)
- Cyfrif Un Ac Un yn Dri (1996)
- Zero Gravity (1998, на англ. яз.)
- Y Llofrudd Iaith — Barddas (2000, премия Валлийского художественного совета за лучшую книгу года)
- Sunbathing in the Rain: A Cheerful Book on Depression, очерковая проза (2002, на англ. яз., переизд. 2007)
- Keeping Mum — Voices from Therapy (2003, на англ. яз.)
- Two In A Boat: A Marital Voyage, очерковая проза (2005, на англ. яз.)
- A Hospital Odyssey (2010, поэма, на англ. яз.)
- The Meat Tree (2010, на англ. яз)
- Sparrow Tree (2011, книга стихов, на англ. яз)

## Признание
Лауреат премии Олдебургского фестиваля поэзии, премии «Книга года» Уэльской Академии Искусств, премии Лаури Харта, гранта фонда NESTA (National Endowment for Science, Technology and the Arts). Член Королевского литературного общества, член Валлийской Академии. Первой получила звание Национальный поэт Уэльса (2005). С 2005 — почетный член Кардиффского университета.
Книги Льюис переведены на испанский, нидерландский, польский, чешский и др. языки.
Вокальный цикл Вне притяжения на стихи Льюис (2001) написала украинский композитор Юлия Гомельская.

## Публикации на русском языке
- В двух измерениях. Современная британская поэзия в русских переводах. М.: Новое литературное обозрение, 2009
- Свечка-душа/ Пер. Владислава Поляковского (рус.)